# گروه تایوان
گروه تایوان (انگلیسی: Taiyuan Group) شرکت دولتی خوشه‌ای چینی است، که در سال ۱۹۳۴ تأسیس شد.